# Brandpump

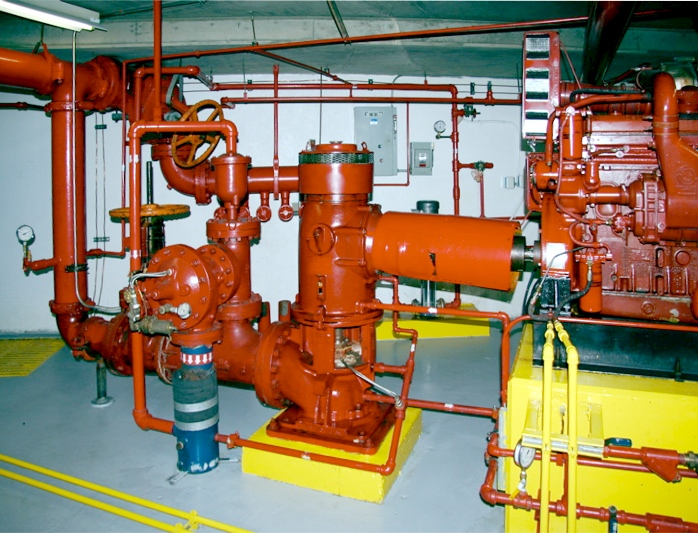
En vertikal brandpump som drivs av en dieselmotor (till höger i bild)

Brandpump är den anordning som pumpar släckmedlet (vattnet) vid brandsläckning.
Det finns två olika principer som pumparna kan arbeta efter, tvingande eller icke tvingande flöde. En pump med tvingat flöde transporterar hela tiden lika mycket vatten för varje pumpslag eller varv, det spelar ingen roll hur stort mottryck det är. Nackdelen med en sådan pump är att om man stänger av flödet när pumpen är igång kan man spränga slangarna. Därför är dessa utrustade med en snabb reglermekanism som känner av trycket och stannar och startar pumpen automatiskt. Brandpumpar med tryck på 10 MPa (100 bar) och däröver arbetar normalt med denna princip.
I en pump med icke tvingat flöde en så kallad centrifugalpump varierar flödet beroende på hur högt vattnet måste lyftas upp innan det når pumpen och hur stort mottryck det är. I och med att flödet är icke tvingat gör att det går att stänga av och reglera flödet med ventiler. Centrifugalpumparna är de vanligaste pumparna inom räddningstjänsten, de monteras normalt i både släckbil och motorspruta. Fördelen med att centrifugalpumpen kan köras mot stängd ventil är att man hela tiden kan ha ett tryck framme vid strålröret utan att behöva ta ut vatten. Dock kommer vattnet i pumpen att successivt bli varmare och kan koka om flödet är helt stängt under en längre tid.
Då det finns en öppen passage genom en centrifugalpump kan den inte suga upp vatten. Antingen måste vattnet rinna till automatiskt (i en släckbil exempelvis), eller också måste den utrustas med en evakueringsanordning (som en motorspruta). Evakueringsanordningen som är kopplad till pumpens sugsida evakuerar luften ur slangen. När evakueringen slås till sänks atmosfärstrycket i slangen och vattnet trycks upp i slangen av det omgivande atmosfärstrycket (den sugs alltså inte upp i slangen). Det är viktigt att sugslangen består av ett material som gör så att den inte sugs ihop av det yttre lufttrycket när luften evakueras ur den. De två vanligaste evakueringsanordningarna som är på räddningstjänstens pumpar är kolv- eller membranpumpar. Den teoretiska sughöjden är ca 10 m, men den praktiska är 7,5 meter. Det är viktigt att man lägger sugsilen ca 0,5 meter under vattenytan annars kan det bildas en virvel och pumpen kan suga in luft och då fungerar den inte. Evakueringsanordningen fungerar som så att det i pumphuset sitter fjäderbelastande kolvpumpar, eller membranpumpar, de arbetar mot en excenter som är monterad på pumpaxeln. Kolvarna börjar arbeta med en rörelse fram och tillbaka, i och med att de arbetar så töms luften från pumphus, rör och slangar. När fullt vakuum uppnåtts och pumphuset fyllts med vatten, pressas kolvarna ut i ett ändläge, fritt från pumpaxeln. Om pumpen av någon anledning tappar vatten sjunker trycket i pumphuset och när det gör det så pressas kolvarna tillbaka av fjädertrycket, evakueringen träder åter i kraft med automatik.